# Vinpeius
Vinpeius là một chi bướm ngày thuộc họ Bướm nâu.